# Miner
Miner es una variedad cultivar de ciruelo (Prunus hortulana)., encontrada como ejemplar silvestre en la orilla del río Tallapoosa, Alabama, 1813. 'Miner' tiene fruto de tamaño mediano, redondeado ovado o redondeado oblongo; cavidad poco profunda, estrecha, regular; sutura indistinta; ápice puntiagudo; epidermis tiene una piel gruesa, dura, algo astringente, de color en tonos oscuros de rojo, tienen una pulpa de color color amarillo ámbar pálido, jugosa, casi tierna, suave, aromática; de buena calidad. Tolera las zonas de rusticidad según el departamento USDA, de nivel 5 a 9.

## Sinonimia
- "Chicasaw Chief",
- "General Jackson",
- "Gillett",
- "Hinckley",
- "Isabel",
- "Minner",
- "Old Hickory",
- "Parsons ?",
- "Robinson",
- "Townsend",
- "William Dodd".[4]

## Historia
La ciruela Prunus hortulana var. minerii Bailey, es imposible, a partir de los conocimientos actuales, afirmar con certeza si las ciruelas similares a las 'Miner', clasificadas por Bailey en una subdivisión botánica de Prunus hortulana, son variaciones extremas de la especie o, como Bailey en sus últimos relatos y Waugh siempre han supuesto, son híbridos entre Prunus hortulana y Prunus americana. Es cierto que todas estas ciruelas presentan características intermedias entre las dos especies mencionadas; ni los botánicos ni los pomólogos se ponen de acuerdo sobre si ciertas variedades pertenecen a una u otra división botánica. Sin embargo, existen, en varios herbarios, especímenes silvestres y de diferentes localidades que indican la existencia de una ciruela distinta hacia el límite norte del área de distribución de Prunus hortulana que, si bien es un híbrido natural, presenta una hibridez tan antigua que las plantas ahora presentan una fidelidad apreciable al tipo. Los principales representantes de las ciruelas similares a Miner bajo cultivo, como 'Miner', 'Forest Rose', 'Prairie Flower' y 'Clinton', son tan similares a estas ciruelas silvestres que llevan al autor a creer que la subdivisión botánica de Bailey está justificada y vale la pena continuar a pesar de que un número considerable de las variedades que ahora se ponen con Miner, la mayoría de las cuales se han originado bajo cultivo, son híbridos y que las ciruelas silvestres pueden provenir de híbridos naturales de un tiempo más o menos remoto.
Existen varios relatos sobre el origen de 'Miner', ninguno de los cuales puede verificarse con precisión. Al comparar todos los datos y reunir los fiables, la historia de la variedad es aproximadamente la siguiente: En 1813, William Dodd, oficial al mando del general Jackson, encontró esta ciruela creciendo en una plantación indígena de Chicasaw en un lugar llamado "Horse Shoe Bend", a orillas del río Tallapoosa, Alabama. Las ciruelas eran tan atractivas en tamaño y de excelente calidad que guardó semillas de la variedad y en 1814 las plantó en el condado de Knox, Tennessee. Cuando los árboles entraron en producción y se descubrieron sus virtudes, la nueva ciruela tuvo una gran demanda y se distribuyó ampliamente en Knox y los condados vecinos bajo los nombres de "Old Hickory" y "General Jackson". En 1823 o 1824, Dodd se mudó a Springfield, Illinois, llevándose consigo brotes de esta ciruela. Los árboles jóvenes de Dodd no prosperaron, por lo que le pidió a un hermano de Tennessee, quien se mudaba a Illinois, que trajera más brotes del nuevo ciruelo. El hermano, en lugar de ir a Springfield, fue a Galena, Illinois, llevándose consigo los brotes de nogal americano antiguo. Estos cayeron en manos del juez Hinckley, quien los distribuyó entre sus amigos, uno de los cuales, el Sr. Townsend, propagó la variedad extensamente. En Galena, por las circunstancias recién descritas, la variedad se llamó "Hinckley" y "Townsend". Mientras tanto, los árboles que el primer Sr. Dodd había llevado a Springfield dieron frutos y la variedad se propagó y distribuyó en la zona como "William Dodd" y "Chicasaw Chief". Un pariente de los Townsend, en Galena, llevó árboles de este ciruelo a Lancaster, Wisconsin, donde fueron propagados por un hombre llamado Joel Barber. Barber bautizó la ciruela con el nombre de su suegro, el Sr. Miner, y este nombre, de entre la docena o más que se le han dado, es el que le da a la ciruela su fama universal. Durante su difusión, la variedad recibió otros nombres locales, como "Isabel", "Gillett", "Robinson" y "Parsons".
La ciruela 'Miner' ha sido descrita por : 1. Horticulturist 22:332. 1867. 2. Am. Jour. Hort. 5:145. 1869. 3. Downing Fr. Trees Am. 931 [1st digit impossible to read in printed text- ASC]. 1869. 4. Ia. Agr. Soc. Rpt. 332. 1871. 5. Gard. Mon. 13:347, 348. 1871. 6. Ia. Hort. Soc. Rpt, 152. 1873. 7. Ibid. 90. 1874. 8. Am. Pom. Soc. Cat. 36. 1875. 9. Minn. Hort. Soc. Rpt. 81. 1882. 10. Cornell Sta. Bul. 38:55, 56, 58, 81, 86. 1892. 11. Mich. Sta. Bul. 118:54. 1895. 12. Guide Prat. 163, 359. 1895. 13. Vt. Sta. An. Rpt. 10:99, 103. 1897. 14. Thomas Am. Fruit Cult. 491. 1897. 15. Colo. Sta. Bul. 50:41. 1898. 16. Waugh Plum Cult. 173. 1901. 17. Minn. Hort. Soc. Rpt. 208. 1901. 18. Ga. Sta. Bul. 67:278. 1904. 19. 5. Dak. Sta. Bul. 93:25, 57 fig. 1905.

## Características
'Miner' hace un árbol grande, vigoroso, extendido, resistente en Ginebra, improductivo a menos que se polinice de forma cruzada; ramas lisas, de color marrón rojizo y espinosas; ramillas delgadas, largas, con entrenudos largos, de color rojo verdoso, que cambian a rojo parduzco, brillantes, glabras, con numerosas lenticelas pequeñas y grisáceas; yemas foliares pequeñas, cortas, obtusas y adpresas; hojas plegadas hacia arriba, obovadas u oblanceoladas, parecidas a un melocotón; flores tardías, a menudo autoestériles, de tamaño mediano a grande, a menudo defectuosas en polen; el árbol, donde prospera, es una atractiva planta ornamental sobre todo por el color rojo de sus frutos, la variedad parece resistente dondequiera que se cultive el melocotonero y prospera en los mismos tipos de suelos: arenas, gravas y margas ligeras. El árbol es susceptible a enfermedades, y a menos que se riegue adecuadamente, puede tener una vida corta.
'Miner' tiene una talla de fruto de mediano, redondeado ovado o redondeado oblongo; cavidad poco profunda, estrecha, regular; sutura indistinta; ápice puntiagudo; epidermis tiene una piel gruesa, dura, algo astringente, de color en tonos oscuros de rojo, que aparece algún tiempo antes de la madurez, cubierto de una fina pruina, puntos numerosos,diminutos, amarillentos, visibles al principio, volviéndose más opacos; pedúnculo delgado, largo, fuertemente adherido al fruto;pulpa de color amarillo ámbar pálido, jugosa, casi tierna, suave, aromática; de buena calidad.
Hueso está adherido, pequeño a mediano, redondeado ovalado, aplanado, puntiagudo en la base y el ápice, con superficies casi lisas.
Su tiempo de recogida de cosecha madura temprano a finales de agosto.

## Usos
Las ciruelas 'Miner' es buena como producto comestible en fresco, y además tienen aplicaciones en postres de cocina como tartas, pasteles, y mermeladas.
La variedad también se recomienda a los cultivadores de ciruelos para posibles cruces con otras variedades en los que se quieran mejorar ciertas características, y a quienes lo deseen como planta ornamental o como curiosidad.